# Pachycephala monacha
El silbador monje (Pachycephala monacha) es una especie de ave paseriforme de la familia Pachycephalidae.

## Distribución geográfica y hábitat
Es endémica de Nueva Guinea y las islas Aru (Indonesia y Papúa Nueva Guinea).
Su hábitat natural son los bosques bajos húmedos subtropicales o tropicales.

## Subespecies
Se reconocen las siguientes según IOC:
- P. m. monacha: islas Aru.
- P. m. lugubris: desde el este-central hasta el oeste-central de Nueva Guinea.